# Glenea illuminata
Glenea illuminata é uma espécie de escaravelho da família Cerambycidae. Foi descrito por James Thomson em 1857.  É conhecida a sua existência na Singapura.